# 1988-1989シーズンのNBA
1988-1989シーズンのNBAは、NBAの43回目のシーズンである。

## シーズン前

### ドラフト
ドラフトではダニー・マニングがロサンゼルス・クリッパーズから全体1位指名を受けた。他には、リック・スミッツ、チャールズ・スミス、クリス・モリス、ミッチ・リッチモンド、ハーシー・ホーキンス、レックス・チャップマン、ロニー・サイカリー、ウィリー・アンダーソン、ウィル・パデュー、ハーヴェイ・グラント、ダン・マーリー、ゲイリー・グラント、ロッド・ストリックランド、ケビン・エドワーズ、マーク・ブライアント、ブライアン・ショウ、アンドリュー・ラング、ヴィニー・デル・ネグロ、グラント・ロング、ディーン・ギャレット、バーノン・マックスウェル、マイケル・ウィリアムス、スティーブ・カー、アンソニー・メイソンらが指名を受けている。
オールスターにはD・マニング、R・スミッツ、M・リッチモンド、H・ホーキンス、D・マーリー、A・メイソンの6人が選出されている。
ドラフト外選手にはドウェイン・ファレル、エイブリー・ジョンソン、ティム・レグラー、ジョン・スタークスなどがいる。また、J・スタークスはオールスターに選出されている。

### その他
- 新たにマイアミ・ヒートとシャーロット・ホーネッツ（現ニューオーリンズ・ホーネッツ）が加盟し、チーム数は25チームにまで増加。このため、サクラメント・キングスはパシフィック・デビジョンに編入された。ファッションデザイナーのアレクサンダー・ジュリアンの手により制作されたホーネッツのユニフォームは、当時のスポーツ界に衝撃を与えた。ホーネッツのチームカラーとなった暗緑色がかった青色（鴨の羽色）は1980年代後半から90年代前半のスポーツ界の流行色となり、サンノゼ・シャークスやジャクソンビル・ジャガーズ、フロリダ・マーリンズなど、多くのプロスポーツチームが鴨の羽色をチームカラーに採用した。NBAでも90年代中頃のデトロイト・ピストンズや初期のバンクーバー・グリズリーズが採用している。
- TBSのケーブルテレビ向け総合チャンネルTNTでNBAの放送が始まる。
- 日本でもNHK-BSで本格的なNBAの放送が始まる。
- 夏に開催されたソウル五輪決勝でアメリカ代表がソ連代表に歴史的な敗北を喫する。アメリカ代表がオリンピックで敗れた末に金メダルを逃すのはミュンヘン五輪以来これで2度目だったが、ミュンヘンの時は不可解な判定による敗北だったが、今回は82-76の地力の差による敗北であり、バスケットボール大国アメリカの威信を著しく傷つけた。この敗北は後のバルセロナ五輪へのNBA選手派遣、すなわちドリームチーム結成の一因となった。

## シーズン

### オールスター
- 開催日：2月12日
- 開催地：ヒューストン
- オールスターゲーム　イースト 143－134 ウエスト
- MVP：カール・マローン　（ユタ・ジャズ）
- スラムダンクコンテスト優勝：ケニー・ウォーカー　（ニューヨーク・ニックス）
- スリーポイント・シュートアウト：デイル・エリス　（シアトル・スーパーソニックス）

### イースタン・カンファレンス
| Team                     | W  | L  | PCT. | GB |
| ------------------------ | -- | -- | ---- | -- |
| ニューヨーク・ニックス   | 52 | 30 | .634 | -  |
| フィラデルフィア・76ers  | 46 | 36 | .561 | 6  |
| ボストン・セルティックス | 42 | 40 | .512 | 10 |
| ワシントン・ブレッツ     | 40 | 42 | .488 | 12 |
| ニュージャージー・ネッツ | 26 | 56 | .317 | 26 |
| シャーロット・ホーネッツ | 20 | 62 | .244 | 32 |

| Team                           | W  | L  | PCT. | GB |
| ------------------------------ | -- | -- | ---- | -- |
| デトロイト・ピストンズ         | 63 | 19 | .768 | -  |
| クリーブランド・キャバリアーズ | 57 | 25 | .695 | 6  |
| アトランタ・ホークス           | 52 | 30 | .634 | 11 |
| ミルウォーキー・バックス       | 49 | 33 | .598 | 14 |
| シカゴ・ブルズ                 | 47 | 35 | .573 | 16 |
| インディアナ・ペイサーズ       | 28 | 54 | .341 | 35 |

### ウエスタン・カンファレンス
| Team                     | W  | L  | PCT. | GB |
| ------------------------ | -- | -- | ---- | -- |
| ユタ・ジャズ             | 51 | 31 | .622 | -  |
| ヒューストン・ロケッツ   | 45 | 37 | .549 | 6  |
| デンバー・ナゲッツ       | 44 | 38 | .537 | 7  |
| ダラス・マーベリックス   | 38 | 44 | .463 | 13 |
| サンアントニオ・スパーズ | 21 | 61 | .256 | 30 |
| マイアミ・ヒート         | 15 | 67 | .183 | 36 |

| Team                               | W  | L  | PCT. | GB |
| ---------------------------------- | -- | -- | ---- | -- |
| ロサンゼルス・レイカーズ           | 57 | 25 | .695 | -  |
| フェニックス・サンズ               | 55 | 27 | .671 | 2  |
| シアトル・スーパーソニックス       | 47 | 35 | .573 | 10 |
| ゴールデンステート・ウォリアーズ   | 43 | 39 | .524 | 14 |
| ポートランド・トレイルブレイザーズ | 39 | 43 | .476 | 18 |
| サクラメント・キングス             | 27 | 55 | .329 | 30 |
| ロサンゼルス・クリッパーズ         | 21 | 61 | .256 | 36 |

### スタッツリーダー
| 部門       | 選手                   | チーム                           | AVG  |
| ---------- | ---------------------- | -------------------------------- | ---- |
| 得点       | マイケル・ジョーダン   | シカゴ・ブルズ                   | 32.5 |
| リバウンド | アキーム・オラジュワン | ヒューストン・ロケッツ           | 13.5 |
| アシスト   | ジョン・ストックトン   | ユタ・ジャズ                     | 13.6 |
| スティール | ジョン・ストックトン   | ユタ・ジャズ                     | 3.2  |
| ブロック   | マヌート・ボル         | ゴールデンステート・ウォリアーズ | 4.3  |
| FG%        | デニス・ロッドマン     | デトロイト・ピストンズ           | 59.5 |
| FT%        | マジック・ジョンソン   | ロサンゼルス・レイカーズ         | 91.1 |
| 3FG%       | ジョン・サンドヴォルド | マイアミ・ヒート                 | 52.2 |

### 各賞
- 最優秀選手: マジック・ジョンソン, ロサンゼルス・レイカーズ
- ルーキー・オブ・ザ・イヤー：ミッチ・リッチモンド, ゴールデンステート・ウォリアーズ
- 最優秀守備選手賞: マーク・イートン, ユタ・ジャズ
- シックスマン賞: エディー・ジョンソン, フェニックス・サンズ
- MIP: ケビン・ジョンソン, フェニックス・サンズ
- 最優秀コーチ賞: コットン・フィッツシモンズ, フェニックス・サンズ
- All-NBA First Team:
  - F - カール・マローン, ユタ・ジャズ
  - F - チャールズ・バークレー, フィラデルフィア・76ers
  - C - アキーム・オラジュワン, ヒューストン・ロケッツ
  - G - マイケル・ジョーダン, シカゴ・ブルズ
  - G - マジック・ジョンソン, ロサンゼルス・レイカーズ
- All-NBA Second Team:
  - F - トム・チェンバース, フェニックス・サンズ
  - F - クリス・マリン, ゴールデンステート・ウォリアーズ
  - C - パトリック・ユーイング, ニューヨーク・ニックス
  - G - ジョン・ストックトン, ユタ・ジャズ
  - G - ケビン・ジョンソン, フェニックス・サンズ
- All-NBA Third Team:
  - F - ドミニク・ウィルキンス, アトランタ・ホークス
  - F - テリー・カミングス, ミルウォーキー・バックス
  - C - ロバート・パリッシュ, ボストン・セルティックス
  - G - デイル・エリス, シアトル・スーパーソニックス
  - G - マーク・プライス, クリーブランド・キャバリアーズ
- All-NBA Rookie Team:
  - リック・スミッツ, インディアナ・ペイサーズ
  - ウィリー・アンダーソン, サンアントニオ・スパーズ
  - ミッチ・リッチモンド, ゴールデンステート・ウォリアーズ
  - チャールズ・D・スミス, ロサンゼルス・クリッパーズ
  - ハーシー・ホーキンス, フィラデルフィア・76ers
- NBA All-Defensive First Team:
  - デニス・ロッドマン, デトロイト・ピストンズ
  - ラリー・ナンス, クリーブランド・キャバリアーズ
  - マーク・イートン, ユタ・ジャズ
  - マイケル・ジョーダン, シカゴ・ブルズ
  - ジョー・デュマース, デトロイト・ピストンズ
- NBA All-Defensive Second Team:
  - ケビン・マクヘイル, ボストン・セルティックス
  - A.C.グリーン, ロサンゼルス・レイカーズ
  - パトリック・ユーイング, ニューヨーク・ニックス
  - ジョン・ストックトン, ユタ・ジャズ
  - アルヴィン・ロバートソン, サンアントニオ・スパーズ

### ジョーダン世代の台頭
リーグはロサンゼルス・レイカーズとボストン・セルティックスの2強時代にデトロイト・ピストンズが終止符を打ち、またジョーダン世代と呼ばれる1980年代中盤にNBA入りを果たした新世代選手たちの本格的な台頭も始まった。
- パトリック・ユーイングを擁しながらも成績下位に甘んじていたニューヨーク・ニックスは、前季にドラフトでマーク・ジャクソンを獲得し4シーズンぶりにプレーオフに進出すると、このシーズンはジョニー・ニューマンが急成長を見せ、またシカゴ・ブルズから獲得したチャールズ・オークリーはユーイングと強力なインサイドを築き上げ、前季の38勝から52勝へと一気に勝率を伸ばして18年ぶりに地区優勝を果たした。ニックスは90年代を代表する強豪チームへとなり、シカゴ・ブルズの強力なライバルチームとなる。
- モーゼス・マローン、ジュリアス・アービングの相次ぐ離脱で前季13年ぶりにプレーオフ進出を逃したフィラデルフィア・76ersは新戦力のロン・アンダーソンとマイク・グミンスキーの活躍で1シーズンを挟んですぐにプレーオフに復帰した。チャールズ・バークレー率いる76ersはイーストの強豪チームの座を取り戻すことに成功するが、しかしバークレー体制の76ersがプレーオフで大きな成果を残すことはなかった。
- ユタ・ジャズはチーム史上初の50勝以上を達成し、5年ぶりに地区優勝も果たした。チームの主力を担うカール・マローンとジョン・ストックトンは、稀代の名コンビとしてジャズを90年代を代表する強豪チームに押し上げ、またこのシーズン途中からヘッドコーチに就任したジェリー・スローンは2011年の途中までジャズで采配を振り続けている。
- ロン・ハーパー、ブラッド・ドアティ、マーク・プライスの同期トリオを擁するクリーブランド・キャバリアーズは、当時のフランチャイズ記録となる57勝を記録。

### シーズン概要
- 前季32年ぶりにファイナルに進出したデトロイト・ピストンズはこのシーズンも好調を維持し、リーグトップとなる63勝を記録。そのピストンズを破って優勝したロサンゼルス・レイカーズは5シーズンぶりに60勝を下回ったもののウエストトップの57勝を記録し、マジック・ジョンソンは自身2度目のMVPを獲得した。一方レイカーズの永遠のライバル、ボストン・セルティックスはチーム改革のシーズンとなった。ラリー・バードがかかとの手術のためシーズンをほぼ全休し、このシーズンは42勝と勝率が落ち込んだが、シーズン中には高齢化に歯止めを掛けるべくダニー・エインジを放出してレジー・ルイスを先発に起用し、さらにジョー・クライネとエド・ピンクニー、ケビン・ギャンブルを獲得するなどチームの若返りを図った。
- フェニックス・サンズはオフに大きく動き、コットン・フィッツシモンズをヘッドコーチに抜擢し、さらにトム・チェンバースを獲得。シーズン中にはケビン・ジョンソンが急成長を見せ、チームは前季の28勝から55勝と大躍進を果たし、ウエストの覇者レイカーズに肉薄した。ケビン・ジョンソンはMIPに選ばれ、フィッツシモンズは最優秀コーチ賞に選ばれた。
- ドン・ネルソンを新ヘッドコーチに迎えたゴールデンステート・ウォリアーズは前季の20勝から43勝と勝ち星を倍にした。ネルソンはミルウォーキー・バックス時代と同様にガード-フォワード（ポイントフォワード）を中心とした機動力重視の陣容を揃え、クリス・マリンに新人王を獲得したミッチ・リッチモンドと後に"ラン・TMC"と呼ばれるユニットの核が揃いつつあった。
- モーゼス・マローン、バーナード・キングの2枚看板体制で辛うじてプレーオフ戦線に留まり続けてきたワシントン・ブレッツは、オフにマローンがチームを去ってしまったため、6シーズンぶりにプレーオフ出場を逃した。以後低迷期に入るブレッツはプレーオフ出場が僅か1回という、暗黒の90年代を過ごすこととなる。そのマローンはアトランタ・ホークスへと移籍し、ドミニク・ウィルキンスとのデュオが注目を集めたが、チーム成績は前季より2勝上積みしたのみに留まった。
- ダラス・マーベリックスはシーズン中にエースのマーク・アグワイアを放出しかわりにエイドリアン・ダントリーを獲得したがこのトレードが失敗し、以後一気に負けが混み始め、6シーズンぶりにプレーオフ出場を逃した。

## プレーオフ・ファイナル
|  | ファースト ラウンド        | ファースト ラウンド  | ファースト ラウンド |   |                    | カンファレンス セミファイナル | カンファレンス セミファイナル | カンファレンス セミファイナル |  |   | カンファレンス ファイナル | カンファレンス ファイナル | カンファレンス ファイナル |  |    | NBAファイナル | NBAファイナル | NBAファイナル |
|  |                            |                      |                     |   |                    |                               |                               |                               |  |   |                           |                           |                           |  |    |               |               |               |
|  | 1                          | レイカーズ           | 3                   |   |                    |                               |                               |                               |  |   |                           |                           |                           |  |    |               |               |               |
|  | 8                          | トレイルブレイザーズ | 0                   |   |                    |                               |                               |                               |  |   |                           |                           |                           |  |    |               |               |               |
|  | 8                          | トレイルブレイザーズ | 0                   |   | 1                  | レイカーズ                    | 4                             |                               |  |   |                           |                           |                           |  |    |               |               |               |
|  |                            |                      |                     |   | 1                  | レイカーズ                    | 4                             |                               |  |   |                           |                           |                           |  |    |               |               |               |
|  |                            | 4                    | スーパーソニックス  | 0 |                    |                               |                               |                               |  |   |                           |                           |                           |  |    |               |               |               |
|  | 4                          | 4                    | スーパーソニックス  | 0 | スーパーソニックス | 3                             |                               |                               |  |   |                           |                           |                           |  |    |               |               |               |
|  | 4                          |                      |                     |   | スーパーソニックス | 3                             |                               |                               |  |   |                           |                           |                           |  |    |               |               |               |
|  | 5                          | ロケッツ             | 1                   |   |                    |                               |                               |                               |  |   |                           |                           |                           |  |    |               |               |               |
|  | 5                          | ロケッツ             | 1                   |   |                    |                               |                               |                               |  | 1 | レイカーズ                | 4                         |                           |  |    |               |               |               |
|  | イースタン・カンファレンス |                      |                     |   |                    |                               |                               |                               |  | 1 | レイカーズ                | 4                         |                           |  |    |               |               |               |
|  |                            | 3                    | サンズ              | 0 |                    |                               |                               |                               |  |   |                           |                           |                           |  |    |               |               |               |
|  | 3                          | 3                    | サンズ              | 0 | サンズ             | 3                             |                               |                               |  |   |                           |                           |                           |  |    |               |               |               |
|  | 3                          |                      |                     |   | サンズ             | 3                             |                               |                               |  |   |                           |                           |                           |  |    |               |               |               |
|  | 6                          | ナゲッツ             | 0                   |   |                    |                               |                               |                               |  |   |                           |                           |                           |  |    |               |               |               |
|  | 6                          | ナゲッツ             | 0                   |   | 3                  | サンズ                        | 4                             |                               |  |   |                           |                           |                           |  |    |               |               |               |
|  |                            |                      |                     |   | 3                  | サンズ                        | 4                             |                               |  |   |                           |                           |                           |  |    |               |               |               |
|  |                            | 7                    | ウォリアーズ        | 1 |                    |                               |                               |                               |  |   |                           |                           |                           |  |    |               |               |               |
|  | 2                          | 7                    | ウォリアーズ        | 1 | ジャズ             | 0                             |                               |                               |  |   |                           |                           |                           |  |    |               |               |               |
|  | 2                          |                      |                     |   | ジャズ             | 0                             |                               |                               |  |   |                           |                           |                           |  |    |               |               |               |
|  | 7                          | ウォリアーズ         | 3                   |   |                    |                               |                               |                               |  |   |                           |                           |                           |  |    |               |               |               |
|  | 7                          | ウォリアーズ         | 3                   |   |                    |                               |                               |                               |  |   |                           |                           |                           |  | W1 | レイカーズ    | 0             |               |
|  |                            |                      |                     |   |                    |                               |                               |                               |  |   |                           |                           |                           |  | W1 | レイカーズ    | 0             |               |
|  |                            | E1                   | ピストンズ          | 4 |                    |                               |                               |                               |  |   |                           |                           |                           |  |    |               |               |               |
|  | 1                          | E1                   | ピストンズ          | 4 | ピストンズ         | 3                             |                               |                               |  |   |                           |                           |                           |  |    |               |               |               |
|  | 1                          |                      |                     |   | ピストンズ         | 3                             |                               |                               |  |   |                           |                           |                           |  |    |               |               |               |
|  | 8                          | セルティックス       | 0                   |   |                    |                               |                               |                               |  |   |                           |                           |                           |  |    |               |               |               |
|  | 8                          | セルティックス       | 0                   |   | 1                  | ピストンズ                    | 4                             |                               |  |   |                           |                           |                           |  |    |               |               |               |
|  |                            |                      |                     |   | 1                  | ピストンズ                    | 4                             |                               |  |   |                           |                           |                           |  |    |               |               |               |
|  |                            | 5                    | バックス            | 0 |                    |                               |                               |                               |  |   |                           |                           |                           |  |    |               |               |               |
|  | 4                          | 5                    | バックス            | 0 | ホークス           | 2                             |                               |                               |  |   |                           |                           |                           |  |    |               |               |               |
|  | 4                          |                      |                     |   | ホークス           | 2                             |                               |                               |  |   |                           |                           |                           |  |    |               |               |               |
|  | 5                          | バックス             | 3                   |   |                    |                               |                               |                               |  |   |                           |                           |                           |  |    |               |               |               |
|  | 5                          | バックス             | 3                   |   |                    |                               |                               |                               |  | 1 | ピストンズ                | 4                         |                           |  |    |               |               |               |
|  | ウェスタン・カンファレンス |                      |                     |   |                    |                               |                               |                               |  | 1 | ピストンズ                | 4                         |                           |  |    |               |               |               |
|  |                            | 6                    | ブルズ              | 2 |                    |                               |                               |                               |  |   |                           |                           |                           |  |    |               |               |               |
|  | 3                          | 6                    | ブルズ              | 2 | キャバリアーズ     | 2                             |                               |                               |  |   |                           |                           |                           |  |    |               |               |               |
|  | 3                          |                      |                     |   | キャバリアーズ     | 2                             |                               |                               |  |   |                           |                           |                           |  |    |               |               |               |
|  | 6                          | ブルズ               | 3                   |   |                    |                               |                               |                               |  |   |                           |                           |                           |  |    |               |               |               |
|  | 6                          | ブルズ               | 3                   |   | 6                  | ブルズ                        | 4                             |                               |  |   |                           |                           |                           |  |    |               |               |               |
|  |                            |                      |                     |   | 6                  | ブルズ                        | 4                             |                               |  |   |                           |                           |                           |  |    |               |               |               |
|  |                            | 2                    | ニックス            | 2 |                    |                               |                               |                               |  |   |                           |                           |                           |  |    |               |               |               |
|  | 2                          | 2                    | ニックス            | 2 | ニックス           | 3                             |                               |                               |  |   |                           |                           |                           |  |    |               |               |               |
|  | 2                          |                      |                     |   | ニックス           | 3                             |                               |                               |  |   |                           |                           |                           |  |    |               |               |               |
|  | 7                          | 76ers                | 0                   |   |                    |                               |                               |                               |  |   |                           |                           |                           |  |    |               |               |               |

### The Shot
前季得点王、スティール王、最優秀守備選手賞、そしてMVPの四冠を達成したシカゴ・ブルズ所属のマイケル・ジョーダンは、このシーズンも3年連続の得点王に輝くなど絶好調のシーズンを送っていた。また「マジックやバードのような周囲を活かせるタイプの選手ではない」という批判を受けてプレイスタイルに変化が見られ始めたのもこのシーズンで、シュート回数を減らすかわりにパスを捌くようになり、シーズン終盤には7試合連続を含む10回のトリプル・ダブルを達成。チーム内ではスコッティ・ピッペンやホーレス・グラントが存在感を示しつつあったものの「ジョーダンとその他4人」という状況に大きな変わりはなかったが、ジョーダン個人の地位は揺ぎ無いものとなっていた。そしてこのシーズンのプレーオフでは、ジョーダンのキャリアでも特に有名なプレイが生まれた。
舞台はプレーオフ1回戦。対戦相手はクリーブランド・キャバリアーズ。レギュラーシーズンの対戦では6戦全敗と相性が良くなく、また勝率でもキャバリアーズが大きく上回っていたが、ブルズはジョーダンの活躍で先に王手を掛け、シリーズの行方は最終第5戦に委ねられた。接戦となった第5戦は試合残り時間17秒で98-97とキャバリアーズがリードしていたが、残り6秒でジョーダンのジャンプショットが決まり、99-98とブルズが逆転。しかし前季の雪辱に燃えるキャバリアーズはタイムアウト明け後、クレイグ・イーローがジョーダンのブロックをかわして見事なダブルクラッチを決め、100-99とキャバリアーズが再び逆転。キャバリアーズのホームでの試合のため、場内は勝利を確信したファンの歓声で埋め尽くされた。
残り時間3秒。舞台は整った。ラリー・ナンスとイーローのマークを振り切ったジョーダンはミッドラインからのインバウンドパスを受け取ると、フリースローレーンに走りこみ跳躍。イーローがすぐさまブロックに跳んだが、ジョーダンは横に体を流しながら空中でイーローのブロックをやり過ごし、着地寸前に手からボールを離した。ジョーダンの手から放たれたボールは綺麗にゴールに吸い込まれ、同時に試合終了のブザーが鳴り響いた。驚きと落胆に包まれる場内。ジョーダンに駆け寄るブルズのメンバー。我を忘れ、両腕を天に突き上げてコートを走り回るダグ・コリンズHC。
シュートを決めたジョーダンが全身で喜びを表現し、その後ろでイーローが愕然と膝を落とす光景は、NBAの膨大な映像データの中でも特に有名なシーンである。またこの劇的なブザービーターはジョーダンの数ある名シュートの中でも特別なものとされ、"The Shot"と呼ばれている。

### バッドボーイズの覇権
デトロイト・ピストンズはNBAがまだBAAだった1948年に加盟した、リーグでも最古参と言えるチームの一つだった。1950年代前半のピストンズ（当時はフォートウェイン・ピストンズ）はジョージ・ヤードリー、ラリー・フォウストらを擁したリーグ有数の強豪であり、1955年と1956年には2年連続でファイナルに進出しているが、1957年にデトロイトに本拠地を移したのを機に低迷が始まり、17年連続で勝率5割を下回るシーズンが続いた。ボストン・セルティックス支配の60年代が終わり、群雄割拠の70年代へと入るとピストンズもデイブ・ビンやボブ・レイニアの活躍で一時は上位戦線に浮上するものの、彼らの権勢は長続きせずピストンズはすぐに弱小チームへと逆戻りした。1948年当時から存在するチームのうち、ロチェスター・ロイヤルズ（現サクラメント・キングス）とフィラデルフィア・ウォリアーズ（現ゴールデンステート・ウォリアーズ）は早い段階で優勝を果たしており、またボストン・セルティックスとロサンゼルス・レイカーズは他が羨むほどの数の優勝を経験。長い間ピストンズとはドアマット仲間だったニューヨーク・ニックスも70年代の戦国の気風に乗って2度の優勝を果たしてしまい、気がつけばBAA時代から存在するチームで優勝していないのは、ピストンズだけとなっていた。
そんなピストンズが弱小チームから抜け出す契機となったのが、1981年である。この年ピストンズはアイザイア・トーマスを全体2位で指名し、さらにシーズン中にはビル・レインビアとヴィニー・ジョンソンを獲得。ここにリーグ史でも極めて異質な存在として語られるチームの基礎が出来上がった。2年後の1983年にはチャック・デイリーがヘッドコーチとして合流し、このシーズンには7年ぶりにプレーオフに進出。1985年にはジョー・デュマースをドラフトで指名し、翌1986年にはエイドリアン・ダンドリーが加わった。
時間を掛けて完成されたピストンズは、リーグでも最も凶暴なチームへと変貌を遂げていた。当時のピストンズは非常に激しいディフェンスをすることで有名だったが、それ以上にピストンズを際立たせたのが数々のラフプレイと傍若無人な振る舞いだった。彼らの行為に協会に直接抗議を入れるチームが後を絶たず、またピストンズの数選手だけで他の1チーム分の罰金を越えていた。80年代の主役の多くはマジック・ジョンソンやジュリアス・アービング、マイケル・ジョーダンなどの人当たりの良い、いわゆる優等生タイプだっただけに、多くのNBAファンは突如として出現したこのチームに戸惑い、そして戸惑いはやがて恐れと怒りに変わり、ピストンズはリーグでも最も嫌われるチームとなった。
人々は彼らを"バッドボーイズ"と呼んだ。一方当のピストンズのメンバーは自らを"Raiders of the NBA（NBAの侵略者）"と呼んでいた。侵略者たちは周囲からの批判を嘲笑うかのように着実に力をつけていき、アイザイアはチーム一の低身長ながら司令塔として曲者揃いのチームを纏め上げ、レインビアはリーグを代表するセンターとして活躍すると共に、バッドボイーズの中でも抜きん出た乱暴者として相手チームを震え上がらせた。ヴィニー・ジョンソンは一気に火が着くことから"Microwave"という異名を頂戴し、彼が活躍する時間帯はクッキングタイムと呼ばれた。チーム唯一の紳士だったデュマースもディフェンスでは相手の脅威となり、また優れたスコアラーでもあった。レインビアと共に恐れられたリック・マホーンはローポストではリーグ最高のディフェンダーであり、また控えにもジョン・サリーやデニス・ロッドマンなど若手の優秀な選手が揃っていた。彼らは長い間リーグを支配し続けていたセルティックスとレイカーズの2強時代についに終止符を打ち、前季にはファイナルに進出。リーグ一の嫌われ者だった彼らも地元デトロイトからは熱狂的な支持を得、ポンティアック・シルバードームで行われたファイナル第3戦と第5戦では当時のNBA観客動員数記録となる40000人以上のファンが押し寄せた。惜しくも優勝はならなかったが、もはや誰もがバッドボイーズをただの暴力集団と見なすことは出来ない状態となった。
ファイナルでレイカーズに破れたピストンズは大きく動いた。チームのリーディングスコアラーだったエイドリアン・ダントリーをトレードに出し、マーク・アグワイアを獲得したのである。彼はアイザイアの幼なじみでもあり、ダントリーよりもピストンズのシステムに合っていた。新たなメンバーを加えてさらに強化されたバッドボーイズは新シーズンを暴れ周り、当時のチーム記録となる63勝を記録してチーム初のシーズン勝率トップに輝いた。プレーオフでも圧倒的な強さで勝ち抜き、1回戦ではラリー・バード不在のセルティックスを3戦全勝で片付け、続くカンファレンス準決勝ではミルウォーキー・バックスを蹴散らし、カンファレンス決勝ではマイケル・ジョーダン率いるシカゴ・ブルズを4勝2敗で降して2年連続のファイナルに進出した。
一方、西からはピストンズ以上に猛烈な勢いでディフェンディングチャンピオンのロサンゼルス・レイカーズが勝ちあがってきた。彼らには「三連覇」という大きな野望があり、パット・ライリーHCは三連覇を意味する彼の造語である「スリーピート」をすでに商標登録していた。また42歳になったカリーム・アブドゥル＝ジャバーはこのシーズン限りで引退することを表明しており、リーグの至宝とも言うべきジャバーの最後の花道を飾るために、チームが一致団結していた。レイカーズは何とファイナルまでを11戦全勝、パーフェクトで勝ち上がったのである。
2年連続で同じ顔ぶれとなったファイナルは、多くの人々がレイカーズの三連覇を予想した。レイカーズはここまで過去に例を見ない強さで勝ち進んでおり、また誰もがジャバーが有終の美をもって引退することを望んでいた。そして何よりこれ以上憎まれっ子が世にはばかることを多くの人々が恐れた。しかし世の中は人の思うようには行かないものだった。

#### 第1戦
レイカーズにとっての悲劇は第1戦の前に起こった。バイロン・スコットが膝を故障し、第1戦と第2戦を欠場してしまったのである。スコット不在の影響は主にディフェンス面で現れ、206cmの長身を誇るマジック・ジョンソンは高さの面では有利に立てるが、アイザイア・トーマス、ジョー・デュマース、ヴィニー・ジョンソンの高速バックコートトリオのスピードには着いていけず、レイカーズはペリメーターから崩された。アイザイアは24得点、デュマーズは22得点、ヴィニーは19得点を記録し、109-97でピストンズが第１戦を勝利した。

#### 第2戦
第2戦でレイカーズは反撃に転じ、試合序盤からペースを握って前半を62-56とリードして終えたが、後半になると流れはピストンズに傾き、第3Q残り4分の頃には75-73とその差2点までに詰め寄られた。そしてここでレイカーズにとって第2の悲劇が起こった。マイカル・トンプソンのシュートがジョン・サリーにブロックされたため、慌ててディフェンスに戻るマジックが、足を捻ってしまったのである。マジックはベンチに下げられ、ついにはピストンズに75-75の同点に追いつかれるも、ここから王者の意地を見せたレイカーズがピストンズを突き放して90-81とリードを広げた。しかしマジックとスコットの不在は如何ともし難く、第4Qにはピストンズの怒涛の反撃を浴びて一気に逆転された。それでも傷だらけの王者は試合終盤には106-104と2点差にまで追い上げ、試合残り8秒には渾身のディフェンスでピストンズの24秒バイオレーションを誘い出し、同点の望みを繋いだ。孤軍奮闘するジェームス・ウォージーは強引にペネトレイトを仕掛け、ファウルを引き出してフリースローを獲得。2本とも決めれば同点となっていたが、ウォージーは1本目をミス。この時点で勝敗は決してしまい、最終スコア108-105でピストンズが2連勝を飾った。

#### 第3戦
前季のファイナルでピストンズはアイザイアの故障に泣いたが、今度はレイカーズがマジックの故障に泣く番となった。マジックは怪我を押して第3戦に強行出場するも、5分プレイした時点で故障した膝が限界に達し、以後マジックは試合に戻らなかった。エースのマジック不在という緊急事態にもレイカーズは奮闘し、ウォージーは26得点、引退まで幾許もないカリーム・アブドゥル＝ジャバーは24得点13リバウンド、マイケル・クーパーは15得点13アシストを記録した。しかし彼らの懸命なプレイも、この時のピストンズには十分ではなかった。
デニス・ロッドマンは背中に痙攣と痛みを抱えていたにもかかわらず、マッサージのためベンチとコートを行き来しながら19リバウンドを記録。そして自慢のバックコート陣はデュマースが17連続得点を含む31得点、アイザイアは26得点8アシスト、ヴィニー・ジョンソンは17得点を記録した。
試合は終盤にピストンズがミスを連発し、アイザイアのターンオーバーでレイカーズが113-110の3点差にまで追い上げると、続けてデュマースがターンオーバー。第2戦に引き続き、土壇場になってレイカーズに同点のチャンスが生まれた。レイカーズは同点の3Pシュートをルーキーのデビッド・リバースに託したが、リバースのショットをデュマースが見事にブロック。デュマースはさらに外に出かけたボールに飛びつき、レイカーズの同点の可能性を完全に潰した。ピストンズはこれで3連勝を飾り、ファイナルはレイカーズの三連覇どころか、ピストンズによるスイープの可能性さえ出てきた。

#### 第4戦
グレート・ウェスタン・フォーラムの客席を埋めたレイカーズファンは、この試合がジャバーのラストゲームになるかもしれないことを予感し、試合前のウォーミングアップにジャバーが姿を現したときには、一際大きな喝采を送った。
崖っぷちに追い込まれたレイカーズとライリーHCは活路を前季ファイナルMVPのウォージーに求めた。ウォージーはチームの期待に応えてこの日40得点を記録し、前半を55-49のレイカーズリードで折り返した。しかし後半になるとピストンズの牙が手負いのチャンピオンチームに襲い掛かり、ビル・レインビアの3Pシュート、リック・マホーンの4連続得点などで59-58と一気に点差を詰めた。レイカーズはウォージーが懸命のプレイを続け、観客の「スリーピート!」の声援にも後押しされて、第3Qは78-76でレイカーズが辛うじてリードを守って終わった。しかしレイカーズが追い込まれていることは誰の目にも明らかだった。
第4Qに入るとピストンズはジェームス・エドワーズの活躍で一気に逆転。そして100-94のピストンズリードで迎えた残り3分23秒、フォーラムのファンはコートに向かってスタンディングオベーションを送った。それはレイカーズに奇跡の逆転を望んだものではなく、ベンチに下げられるジャバーに向かって送られたものであった。残り2分を切ると、ジャバーが再びコートに戻され、そして残り1分37秒にジャバーのバンクショットが決まった。これがキャリア20年に及ぶジャバーの、ラストショットとなった。場内はファイナルの決戦の場からジャバーの引退式の様相を呈する中、アイザイアが最後のフリースローを決めて、105-97でピストンズが勝利。リーグ一の嫌われ者が、リーグの頂点に立った瞬間である。
ファイナルMVPにはジョー・デュマースが選ばれた。デュマースはバッドボーイズでは一番質素な男だったが、攻守両面において活躍し、必要とあらば主役にも脇役にもなってチームに貢献した。創部41年目にして初の優勝を、スイープという最高の形で達成したピストンズは、ディフェンディングチャンピオンとして迎える翌シーンズも、変わらずバッドボーイズとしてリーグを震え上がらせる。一方レイカーズはついにジャバーが引退を迎えるに至ったが、マジックとウォージーは健在であり、脇役達も充実していたため、ウエストの王座をすぐに明け渡すことは無かった。

#### 結果
デトロイト・ピストンズ 4-0 ロサンゼルス・レイカーズ
|        | ロード         | ホーム         | 勝敗 |
| ------ | -------------- | -------------- | ---- |
| 第1戦: | レイカーズ 97  | ピストンズ 109 | 1-0  |
| 第2戦: | レイカーズ 105 | ピストンズ 108 | 2-0  |
| 第3戦: | ピストンズ 114 | レイカーズ 110 | 3-0  |
| 第4戦: | ピストンズ 105 | レイカーズ 97  | 4-0  |

## ラストシーズン
- カリーム・アブドゥル＝ジャバー　（1969-89）　20年に渡って第一線で活躍したNBAの偉人。史上最多となるMVP6回、ファイナルMVP2回、優勝6回、史上2位となるキャリア通算38,387得点など、数々の栄誉を手に引退した。彼の引退により1960年代からNBAでプレイした選手はリーグから姿を消した。引退後は各チームでアシスタントコーチなどを務め、若手センターの育成に貢献した。
- ダリル・ドーキンス　（1975-88）　バックボードを破壊するほどの強力なスラムダンカーとして鳴らした。ルーキーイヤーから長らくフィラデルフィア・76ersでプレイしてきたが、1982年に放出されたため、優勝を経験することはできなかった。1シーズン最多ファウル数記録を持つ。引退後はハーレム・グローブトロッターズでもプレイした。
- グレッグ・バラード　（1977-89）　ルーキーイヤーにワシントン・ブレッツで優勝を経験。チームの衰退後もブレッツでプレイし続け、ラストシーズンはかつての宿敵シアトル・スーパーソニックスでプレイした。引退後はコーチ職に転向。
- オーティス・バードソング　（1977-88）　NBA初の100万ドルプレイヤー。
- ノーム・ニクソン　（1977-88）　ロサンゼルス・レイカーズで2度の優勝を経験。引退後は解説者となった。